# N-メチルコクラウリン-3'-モノオキシゲナーゼ
N-メチルコクラウリン-3'-モノオキシゲナーゼ（N-methylcoclaurine 3'-monooxygenase）は、イソキノリンアルカロイド生合成酵素の一つで、次の化学反応を触媒する酸化還元酵素である。
(S)-N-メチルコクラウリン + NADPH + H+ + O2 {\displaystyle \rightleftharpoons } (S)-3'-ヒドロキシ-N-メチルコクラウリン + NADP+ + H2O
この酵素の基質は(S)-N-メチルコクラウリンとNADPH、H+およびO2で、生成物は(S)-3'-ヒドロキシ-N-メチルコクラウリンとNADP+、H2Oである。
組織名は(S)-N-methylcoclaurine,NADPH:oxygen oxidoreductase (3'-hydroxylating)で、別名にN-methylcoclaurine 3'-hydroxylaseがある。